# Centro de Treino de Sobrevivência da Força Aérea
O Centro de Treino de Sobrevivência da Força Aérea (CTSFA) é uma unidade da Força Aérea Portuguesa (FAP). A sua missão consiste em ministrar os cursos de sobrevivência e salvamento individual, incluindo em ambientes de natureza nuclear, radiológica, biológica ou química (NRBQ), bem como ainda nos domínios do reconhecimento e inactivação de engenhos explosivos.

## Composição do CTSFA
Esta é a composição do CTSFA de acordo com o website da FAP emfa.pt:
- Esquadrilha de Sobrevivência, Evasão, Resistência e Extração (ESERE);
- Esquadrilha de Defesa Nuclear, Biológica, Radiológica e Química (EDNRBQ);
- Esquadrilha de Reconhecimento e Inactivação de Engenhos Explosivos (ERIEE);
- Esquadrilha de Individual Common Core Skills (EICCS).